# U 105 (U-Boot, 1940)
U 105 war ein deutsches U-Boot vom Typ IX B, das im Zweiten Weltkrieg von der deutschen Kriegsmarine eingesetzt wurde.

## Geschichte
Der Auftrag für das Boot wurde am 24. Mai 1938 an die AG Weser in Bremen vergeben. Die Kiellegung erfolgte am 16. November 1939, der Stapellauf am 15. Juni 1940, die Indienststellung unter Kapitänleutnant Georg Schewe fand schließlich am 10. September 1940 statt.
Das Boot gehörte nach seiner Indienststellung am 10. September 1940 bis zum 31. Dezember 1940 als Ausbildungsboot zur 2. U-Flottille in Wilhelmshaven. Nach der Ausbildung gehörte U 105 vom 1. Januar 1941 bis zu seiner Versenkung am 2. Juni 1943 als Frontboot zur 2. U-Flottille in Wilhelmshaven bzw. Lorient.

## Einsatzstatistik
U 105 lief während seiner Dienstzeit zu neun Unternehmungen aus, auf denen 23 Schiffe mit einer Gesamttonnage von 127.422 BRT versenkt wurden.

### Erste Unternehmung
Das Boot lief am 24. Dezember 1940 um 8.25 Uhr von Kiel aus und lief am 31. Januar 1941 um 19.30 Uhr in Lorient ein. Auf dieser 39 Tage dauernden und 4.747,1 sm über und 201,9 sm unter Wasser langen Unternehmung in den Nordatlantik, nordwestlich Irlands und westlich des Nordkanals, wurden zwei Schiffe mit 11.359 BRT versenkt.
- 9. Januar 1941: Versenkung des britischen Dampfers Bassano (Lage) mit 4.843 BRT. Der Dampfer wurde durch einen G7e-Torpedo versenkt. Er hatte 5.000 t Eisen und Stahl, 600 t Getreide sowie fünf Passagiere an Bord und befand sich auf dem Weg von New York nach Hull. Es gab einen Toten und 56 Überlebende.
- 26. Januar 1941: Versenkung des niederländischen Dampfers Heemskerk mit 6.516 BRT. Der Dampfer wurde durch einen Torpedo versenkt. Er hatte Reis, Kleie, Eisen, Blei sowie Stückgut geladen und befand sich auf dem Weg von Rangoon nach Liverpool. Das Schiff war ein Nachzügler des Konvois SL-61. Es gab acht Tote und 48 Überlebende.

### Zweite Unternehmung
Das Boot lief am 22. Februar 1941 um 13:05 Uhr von Lorient aus und lief am 13. Juni 1941 um 10:45 Uhr wieder dort ein. Auf dieser 111 Tage dauernden und 19.986,9 sm über und 319,1 sm unter Wasser langen Unternehmung in den Südatlantik, Pernambuco, den Kanarischen Inseln, vor Freetown und dem Mittelatlantik, wurden zwölf Schiffe mit 71.450 BRT versenkt. U 105 lief am 4. März in Las Palmas ein, wo es von einem deutschen Versorger mit 70 m³ Treiböl versorgt wurde. Vom 29. März bis zum 1. April wurde U 105 von Hilfskreuzer Kormoran mit 13 Torpedos, Treiböl und Trinkwasser versorgt. Vom 8. bis zum 9. April wurde U 105 vom deutschen Versorger Nordmark mit 36 m³ Treiböl versorgt. Nochmalige Versorgung aus der Nordmark am 4. Mai (107 m³ Treiböl). Vom 20. Mai bis 21. Mai vom Versorger Egerland drei Torpedos, Proviant und 100 m³ Treiböl übernommen.
- 8. März 1941: Versenkung des britischen Dampfers Harmodius (Lage) (5.229 BRT). Das Schiff fuhr für die Houston Line und stand unter dem Kommando von Captain Robert J. Parry. Kommandant Schewe traf den Dampfer um kurz vor vier Uhr morgens mit zwei G7e-Torpedos. Die Harmodius hatte 2.000 t Roheisen sowie 3.930 t Stückgut geladen und befand sich auf dem Weg von Cochin und Kapstadt über Freetown nach London und Glasgow. Das Schiff hatte sich in Freetown dem Konvoi SL 67 angeschlossen, der die afrikanische Küste – das Kürzel SL stand für "Sierra Leone" – am 1. März verlassen hatte und aus 56 Schiffen bestand. Es gab 13 Tote und 61 Überlebende. Die Besatzungsmitglieder der Harmodius wurden durch den britischen Zerstörer HMS Faulkner aufgenommen, der unter dem Kommando von Captain A. F. de Salis stand. Er gab die Schiffbrüchigen an den Zerstörer HMS Forester ab, der die überlebende Crew der Harmodius am 16. März nach Gibraltar brachte.[1]
- 18. März 1941: Versenkung des britischen Dampfers Medjerda (Lage) (4.380 BRT) durch einen G7e-Torpedo. Er hatte 6.450 t Eisenerz geladen und befand sich auf dem Weg von Pepel (Sierra Leone) über Freetown (Sierra Leone) nach Middlesbrough. Das Schiff gehörte zum Konvoi SL-68 mit 59 Schiffen. Es gab einen Toten und 53 Überlebende.
- 19. März 1941: Versenkung des niederländischen Dampfers Mandalika (Lage) (7.750 BRT) durch einen G7a-Torpedo. Er hatte 9.200 t Zucker geladen und befand sich auf dem Weg von Batavia nach Belfast. Das Schiff gehörte zum Konvoi SL-68 mit 59 Schiffen. Es gab drei Tote und 59 Überlebende.
- 21. März 1941: Versenkung des britischen Dampfers Clan Ogilvy (Lage) (5.802 BRT) durch einen G7e-Torpedo. Er hatte 1.000 t Tee, 2.000 t Roheisen, sowie 2.000 t Erdnüsse geladen und befand sich auf dem Weg von Chittagong über Freetown (Sierra Leone) nach London und Glasgow. Das Schiff gehörte zum Konvoi SL-68 mit 59 Schiffen. Es gab 61 Tote und 24 Überlebende.
- 21. März 1941: Versenkung des britischen Dampfers Benwyvis (Lage) (5.920 BRT) durch einen G7e-Torpedo. Er hatte Stückgut geladen, inklusive 3.500 t Reis, 150 t Wolfram, 500 t Blei sowie 1.100 t Bauholz, und befand sich auf dem Weg von Rangoon und Durban über Freetown nach Liverpool. Das Schiff gehörte zum Konvoi SL-68 mit 59 Schiffen. Es gab 34 Tote und 21 Überlebende.
- 21. März 1941: Versenkung des britischen Dampfers Jhelum (Lage) (4.038 BRT) durch zwei G7e-Torpedos. Er hatte 1.400 t Borax, 1.553 t Feigen sowie 1.843 t Stückgut geladen und befand sich auf dem Weg von Izmir über Kapstadt und Freetown nach Oban. Das Schiff gehörte zum Konvoi SL-68 mit 59 Schiffen. Es gab acht Tote und 49 Überlebende.
- 5. April 1941: Versenkung des britischen Dampfers Ena de Larrinaga (Lage) (5.200 BRT) durch einen G7a-Torpedo. Er hatte 5.607 t Kohle sowie Stückgut geladen und befand sich auf dem Weg von Hull nach Buenos Aires. Das Schiff gehörte zum aufgelösten Konvoi OB-276 mit 34 Schiffen. Es gab fünf Tote und 38 Überlebende.
- 6. Mai 1941: Versenkung des britischen Dampfers Oakdene (Lage) (4.255 BRT) durch einen G7e-Torpedo. Er hatte 6.222 t Kohle geladen und befand sich auf dem Weg von Cardiff nach Buenos Aires. Das Schiff gehörte zum aufgelösten Konvoi OG-59 mit 43 Schiffen. Alle 35 Besatzungsmitglieder überlebten.
- 13. Mai 1941: Versenkung des britischen Dampfers Benvrackie (Lage) (6.434 BRT) durch zwei G7e-Torpedos. Er hatte 5.850 t Stückgut inklusive Silber sowie ein Flugzeug geladen und befand sich auf dem Weg von London und Loch Ewe nach Kapstadt und Beira. Das Schiff gehörte zum aufgelösten Konvoi OB-312 mit 25 Schiffen. Es gab 13 Tote und 45 Überlebende.
- 15. Mai 1941: Versenkung des britischen Dampfers Benvenue (Lage) (5.920 BRT) durch einen G7e-Torpedo. Er hatte 5.000 t Stückgut sowie sechs Flugzeuge an Bord und befand sich auf dem Weg von London, Newcastle, Loch Ewe, Gibraltar, Kapstadt, Bombay und Karachi. Das Schiff gehörte zum aufgelösten Konvoi OB-314 mit 31 Schiffen. Es gab zwei Tote und 56 Überlebende.
- 16. Mai 1941: Versenkung des britischen Dampfers Rodney Star (Lage) (11.803 BRT) durch vier Torpedos und 113 Schuss Artillerie. Er hatte 7.000 t Fleisch, Butter sowie Stückgut geladen und befand sich auf dem Weg von Fray Bentos über Santos und Freetown nach Glasgow. Alle 67 Besatzungsmitglieder überlebten.
- 1. Juni 1941: Versenkung des britischen Dampfers Scottish Monarch (Lage) (4.719 BRT) durch zwei Torpedos. Er hatte 7.000 t Kohle geladen und befand sich auf dem Weg vom Tyne und Loch Ewe nach Freetown. Das Schiff gehörte zum aufgelösten Konvoi OB-319 mit 38 Schiffen. Eine Person starb, 44 überlebten den Angriff.

### Dritte Unternehmung
Das Boot lief am 3. August 1941 um 15.00 Uhr von Lorient aus und lief am 20. September 1941 um 17.30 Uhr wieder dort ein. Auf dieser 48 Tage dauernden und 6.743,8 sm über und 463,9 sm unter Wasser langen Unternehmung in den Nordatlantik, südwestlich von Island, wurde ein Schiff mit 1.549 BRT versenkt. U 105 gehörte zur Gruppe mit dem Tarnnamen „Grönland“.
- 11. September 1941: Versenkung des panamaischen Dampfers Montana (Lage) mit 1.549 BRT. Der Dampfer wurde durch einen Torpedo versenkt. Er hatte 1.500000 ft Nutzholz geladen und befand sich auf dem Weg von Wilmington nach Reykjavík. Es gab 18 Tote und sieben Überlebende.

### Vierte Unternehmung
Das Boot lief am 8. November 1941 um 18.05 Uhr von Lorient aus und lief am 13. Dezember 1941 um 12.30 Uhr wieder dort ein. Auf dieser 35 Tage dauernden und 5631,2 sm über und 260,7 sm unter Wasser langen Unternehmung in den Nordatlantik, der Dänemarkstraße, Neufundland und Cap Race wurden keine Schiffe versenkt oder beschädigt. U 105 gehörte zur Gruppe mit dem Tarnnamen "Steuben".

### Fünfte Unternehmung
Das Boot lief am 25. Januar 1942 um 19.00 Uhr von Lorient aus und lief am 8. Februar 1942 um 13.45 Uhr wieder dort ein. Auf dieser 14 Tage dauernden Unternehmung in den Nordatlantik fuhr das Boot 2.520 sm über und 152,3 sm unter Wasser.
Am 31. Januar 1942 traf das auslaufende U 105 westlich von der Biskaya auf den Konvoi SL.98 mit 26 Schiffen, gesichert durch die EG.40 (Escort Group 40) mit den Sloops Londonderry, Landguard, Lulworth, Bideford und Culver. Die HMS Culver mit 1.546 t wurde mit zwei Torpedos versenkt, wobei es 126 Tote gab. Wasserbomben beschädigten U 105, so dass das Boot die Feindfahrt abbrach. Trotzdem wurde U 105 bei der Rettung der Mannschaft des deutschen Blockadebrechers Spreewald, der in Unkenntnis von U 333 torpediert worden war, eingesetzt. Nach der Sichtung von drei Rettungsbooten am 2. Februar brachte U 105 24 (von 60) deutsche und 58 (von 86 Gefangenen) britische Überlebende nach Frankreich.

### Sechste Unternehmung
Das Boot lief am 25. Februar 1942 um 19.15 Uhr von Lorient aus und lief am 15. April 1942 um 10.00 Uhr wieder dort ein. Auf dieser 49 Tage dauernden und 6.475 sm über und 350 sm unter Wasser langen Unternehmung in den Westatlantik und der US-Ostküste, wurden zwei Schiffe mit 18.005 BRT versenkt.
- 25. März 1942: Versenkung des britischen Tankers Narragansett (Lage) mit 10.389 BRT. Der Tanker wurde durch zwei Torpedos versenkt. Er hatte 14.000 t reine Petroleum Produkte geladen und befand sich auf dem Weg von Port Arthur über Halifax (Neuschottland) nach Großbritannien. Alle 49 Besatzungsmitglieder kamen ums Leben.
- 27. März 1942: Versenkung des norwegischen Tankers Svenör mit 7.616 BRT. Der Tanker wurde durch zwei Torpedos und 76 Schuss Artillerie versenkt. Er hatte 11.410 t Heizöl geladen und befand sich auf dem Weg von Curacao nach Halifax (Neuschottland). Es gab acht Tote und 29 Überlebende.

### Siebente Unternehmung
Das Boot lief am 7. Juni 1942 um 20.30 Uhr von Lorient aus und lief am 30. Juni 1942 um 6.50 Uhr wieder dort ein. Auf dieser 13 Tage dauernden Unternehmung, die wegen Fliegerbombenschäden abgebrochen werden musste, in den Nordatlantik und der Biscaya, wurden keine Schiffe versenkt oder beschädigt. U 105 musste zur Reparatur der Schäden am 12. Juni 1942 in El Ferrol einlaufen, das es am 28. Juni 1942 wieder verließ.

### Achte Unternehmung
Das Boot lief am 23. November 1942 um 16.30 Uhr von Lorient aus und lief am 14. Februar 1943 um 10.27 Uhr wieder dort ein. Auf dieser 64 Tage dauernden und zirka 12.400 sm langen Unternehmung zu den Azorischen Inseln, dem Westatlantik, der Karibik, Französisch-Guayana, Trinidad und Tobago wurden vier Schiffe mit 19.844 BRT versenkt. U 105 wurde am 3. Dezember 1942 von U 118 mit 20 m³ Treiböl versorgt. Nochmalige Versorgung am 3. Februar 1943 durch U 504 (40 m³ Treiböl).
- 14. Dezember 1942: Versenkung des britischen Dampfers Orfor (Lage) mit 6.578 BRT. Der Dampfer wurde durch einen Torpedo versenkt. Er hatte 8.170 t Sackleinwand geladen und war auf dem Weg von Kalkutta über Kapstadt nach St. Thomas, Kingston und Ciudad Trujillo (Kuba). Es gab 22 Tote und 36 Überlebende.
- 12. Januar 1943: Versenkung des britischen Segelschiffes C.F. Flight (Lage) mit 67 BRT. Der Segler wurde durch Artillerie versenkt. Er hatte Arbeiter an Bord und war auf dem Weg von Curaçao nach Barbados. Es gab 49 Tote und 23 Überlebende.
- 24. Januar 1943: Versenkung des britischen Tankers British Vigilance mit 8.093 BRT. Der Tanker wurde durch zwei Torpedos versenkt. Er hatte 11.000 t gereinigtes Öl geladen und befand sich auf dem Weg von Curacao und Trinidad nach Gibraltar. Das Schiff gehörte zum Konvoi TM-1 mit neun Schiffen. Es gab 27 Tote und 27 Überlebende.
- 27. Januar 1943: Versenkung des US-amerikanischen Motorschiffes Cape Decision (Lage) mit 5.106 BRT. Das Schiff wurde durch drei Torpedos versenkt. Es hatte 5.600 t Stückgut inklusive Benzin, Landminen, Bauholz, Munition, LKW, zwei Landungsboote sowie zwei Flugzeuge geladen und befand sich auf dem Weg von New York nach Dakar. Das Schiff gehörte zum Konvoi UGS-4. Alle 77 Besatzungsmitglieder überlebten.

### Neunte Unternehmung
Das Boot lief am 16. März 1943 von Lorient aus, es wurde am 2. Juni 1943 versenkt. Auf dieser 78 Tage dauernden Unternehmung in den Mittelatlantik, vor Freetown und Dakar, wurde ein Schiff mit 4.669 BRT versenkt. U 105 wurde am 19. Mai 1943 von U 460 mit 90 m³ Treiböl versorgt.
- 15. Mai 1943: Versenkung des griechischen Dampfers Maroussio Logothetis (Lage) mit 4.669 BRT. Der Dampfer wurde durch zwei Torpedos versenkt. Er hatte 7.024 t Eisen an Bord und war auf dem Weg von Rio de Janeiro über Freetown (Sierra Leone) nach Großbritannien. Es gab 27 Tote und 12 Überlebende. Der II. Offizier wurde von U 105 gefangen genommen.

## Verbleib
Das Boot wurde am 2. Juni 1943 im Mittelatlantik vor Dakar von einem frei-französischen Flugboot vom Typ Potez 141-Antares der 4. freifranzösischen Squadron auf der Position 14° 15′ N, 17° 35′ W im Marine-Planquadrat EK 4686 versenkt. Alle 53 Besatzungsmitglieder starben.